# Білобожницький район
Білобожницький район — колишня адміністративно-територіальна одиниця у складі Тернопільської області в 1940—1959 роках. Утворений 17 січня 1940 року з гмін Біла, Білобожниця, Джурин, Косів і Палашівка Чортківського повіту.
7 червня 1941 року ліквідували Барташівську сільську Раду, а територію включили до складу Полевцівської сільської Ради.

## Адміністративний поділ
- Базарська сільська рада:
  - село Базар
  - хутір Коштошівка[2]
- Білівська сільська рада:
  - село Біла
  - хутір Боськи
  - хутір Головкове
  - хутір Зелена
  - хутір Кадуб
  - хутір Кальмуки
  - хутір Камінна
  - хутір Кут
  - хутір Мазурівка
  - хутір Нагоронка
  - хутір Пухла
  - хутір Середина
  - хутір Травна
- Бичківська сільська рада
  - село Бичківці
- Білобожницька сільська рада
  - село Білобожниця
  - хутір Кривче[3]
  - хутір Мазурівка[3]
- Білопотіцька сільська рада
  - село Білий Потік
- Джуринська сільська рада
  - село Джурин
- Джуринсько-Слобідська сільська рада
  - село Джуринська Слобідка
- Звиняцька сільська рада
  - село Звиняч
- Калинівщинська сільська рада
  - село Калинівщина
  - хутір Глибока Долина
- Косівська сільська рада
  - село Косів
- Криволуцька сільська рада
  - село Криволука
- Палашівська сільська рада
  - село Палашівка
- Половецька сільська рада
  - село Полівці
  - хутір Бартошівка
  - хутір Половці
- Ридодубівська сільська рада
  - Ридодуби
- Ромашівська сільська рада
  - село Ромашівка
- Семаківська сільська рада
  - село Семаківці
- Скоморошенська сільська рада
  - село Скомороше
- Скородинська сільська рада
  - село Скородинці
- Староягільницька сільська рада
  - село Стара Ягільниця
- Черкавщинська сільська рада
  - село Черкавщина

Район скасований у березні 1959 року. Населені пункти Білобожницького району відійшли до Чортківського району.